# Megaselia capensis
Megaselia capensis är en tvåvingeart som beskrevs av Rudolf Beyer 1959. Megaselia capensis ingår i släktet Megaselia och familjen puckelflugor. Inga underarter finns listade i Catalogue of Life.